# Premio artista técnico de la CST
El Premio artista técnico de la CST (en francés: Prix CST de l'artiste technicien), llamado Premio Vulcain del artista técnico  entre 2003 y 2018 (en francés: Prix Vulcain de l'artiste technicien) y Gran premio técnico (en francés: Grand prix technique) cuando se creó en 1951, es un galardón independiente en el Festival Internacional de Cine de Cannes. Se premia al técnico por su colaboración en la creación de una película. Es otorgado por un jurado especial, designado por la "Comisión Técnica Superior de Imagen y Sonido" (en francés: Commission Supérieure Technique de l’Image et du Son o CST).

## Historia
En 1951, el CST se creó bajo el nombre Gran Premio técnico (en francés: Grand Prix Technique) del CST, premiado durante el Festival de cine de Cannes. Ese premio existió hasta 2001.
En 2003, Pierre-William Glenn, presidente de la CST, tuvo problemas para volver a otorgar un premio a un técnico durante el Festival de Cine de Cannes. Así, el "Premio Vulcan del Artista Técnico" nació como parte de la lista del festival y fue aprobado por el presidente del festival, Gilles Jacob.

## El trofeo
Está inspirado en una imagen de la película de Jean-Luc Godard   Le Mépris  ( Desprecio ) (1963) y representa una cámara de cine con análogo y elementos numéricos.

## Palmarés

### Premio Vulcain (desde 2003)
| Año  | Artist apremiado              | Trabajo premiado              | Película                          | Director                    | Referencias |
| ---- | ----------------------------- | ----------------------------- | --------------------------------- | --------------------------- | ----------- |
| 2018 | Shin Jeom-hee                 | direcció artística            | Beoning                           | Lee Chang-dong              | [ 5 ]       |
| 2017 | Josefin Åsberg                | Escenario                     | The Square                        | Ruben Östlund               | [ 6 ] [ 7 ] |
| 2016 | Ryu Seong-hee                 | direcció artística            | La doncella                       | Park Chan-wook              | [ 8 ]       |
| 2015 | Tamás Zányi                   | Diseño de sonido              | Son of Saul                       | László Nemes                |             |
| 2014 | Dick Pope                     | Fotografía                    | Mr. Turner                        | Mike Leigh                  |             |
| 2013 | Antoine Heberlé               | Fotografía                    | GriGris                           | Mahamat Saleh Haroun        |             |
| 2012 | Charlotte Bruus Christensen   | Fotografía                    | The Hunt                          | Thomas Vinterberg           |             |
| 2011 | José Luis Alcaine             | Fotografía                    | La piel que habito                | Pedro Almodóvar             | [ 9 ]       |
| 2010 | Jon Taylor, Bob Beemer        | Diseño de sonido              | Biutiful                          | Alejandro González Iñárritu |             |
| 2009 | Aïtor Berenguer               | Diseño de sonido              | Mapa de sonidos de Tokyo          | Isabel Coixet               |             |
| 2008 | Luca Bigazzi / Angelo Raguseo | Fotografía / Diseño de sonido | Il Divo                           | Paolo Sorrentino            |             |
| 2007 | Janusz Kamiński               | Fotografía                    | The Diving Bell and the Butterfly | Julian Schnabel             |             |
| 2006 | Stephen Mirrione              | Montaje                       | Babel                             | Alejandro González Iñárritu |             |
| 2005 | Leslie Shatz                  | Sound design                  | Last Days                         | Gus Van Sant                |             |
| 2005 | Robert Rodríguez              | Visual processing             | Sin City                          | Robert Rodriguez            |             |
| 2004 | Eric Gautier                  | Fotografía                    | Clean                             | Olivier Assayas             |             |
| 2004 | Eric Gautier                  | Fotografía                    | The Motorcycle Diaries            | Walter Salles               |             |
| 2003 | Tom Stern                     | Fotografía                    | Mystic River                      | Clint Eastwood              |             |

### Gran Premio técnico (1951-2001)
| Año  | Película                       | Artista galardonado                            | Director                           | Referencias |
| ---- | ------------------------------ | ---------------------------------------------- | ---------------------------------- | ----------- |
| 2002 | No award                       | No award                                       | No award                           |             |
| 2001 | Millennium Mambo               | Tu Duu-Chih                                    | Hou Hsiao-hsien                    |             |
| 2001 | What Time Is It There?         | Tu Duu-Chih                                    | Tsai Ming-liang                    |             |
| 2000 | In the Mood for Love           | Christopher Doyle, Ping Bin Lee, William Chang | Wong Kar-wai                       |             |
| 1999 | The Emperor and the Assassin   | Tu Juhua                                       | Chen Kaige                         |             |
| 1998 | Tango                          | Vittorio Storaro                               | Carlos Saura                       |             |
| 1997 | She's So Lovely                | Thierry Arbogast                               | Nick Cassavetes                    |             |
| 1997 | El quinto elemento             | Thierry Arbogast                               | Luc Besson                         |             |
| 1996 | Microcosmos                    | Whole technical team                           | Claude Nuridsany, Marie Pérennou   |             |
| 1995 | La joya de Shanghai            | Lü Yue, Olivier Chiavassa, Bruno Patin         | Zhang Yimou                        | [ 10 ]      |
| 1994 | Mala fama                      | Pitof                                          | Michel Blanc                       | [ 11 ]      |
| 1993 | Mazeppa                        | Jean Gargonne, Vincent Arnadi                  | Bartabas                           | [ 12 ]      |
| 1992 | El viaje                       | Fernando Solanas                               | Fernando Solanas                   | [ 13 ]      |
| 1991 | Europa                         | Lars von Trier                                 | Lars von Trier                     | [ 14 ]      |
| 1990 | Cyrano de Bergerac             | Pierre Lhomme                                  | Jean-Paul Rappeneau                | [ 15 ]      |
| 1989 | Kuroi ame                      |                                                | Shōhei Imamura                     | [ 16 ]      |
| 1988 | Bird                           |                                                | Clint Eastwood                     | [ 17 ]      |
| 1987 | Le Cinéma dans les Yeux        |                                                | Gilles and Laurent Jacob           | [ 18 ]      |
| 1986 | La misión                      |                                                | Roland Joffé                       | [ 19 ]      |
| 1985 | Insignificance                 |                                                | Nicolas Roeg                       | [ 20 ]      |
| 1984 | Forbrydelsens element          |                                                | Lars von Trier                     | [ 21 ]      |
| 1983 | Carmen                         |                                                | Carlos Saura                       | [ 22 ]      |
| 1982 | Pasión                         | Raoul Coutard                                  | Jean-Luc Godard                    | [ 23 ]      |
| 1981 | Les Uns et les Autres          |                                                | Claude Lelouch                     | [ 24 ]      |
| 1980 | Le Risque de vivre             |                                                | Gérald Calderon                    |             |
| 1979 | Norma Rae                      |                                                | Martin Ritt                        | [ 26 ]      |
| 1978 | Pretty Baby                    |                                                | Louis Malle                        |             |
| 1977 | Car Wash                       |                                                | Michael Schultz                    |             |
| 1976 | La Griffe et la dent           |                                                | Michel Fano                        | [ 28 ]      |
| 1975 | Xia nu                         |                                                | King Hu                            | [ 29 ]      |
| 1975 | Don't                          |                                                | Robin Lehman                       |             |
| 1974 | Mahler                         |                                                | Ken Russell                        |             |
| 1973 | Gritos y susurros              |                                                | Ingmar Bergman                     | [ 30 ]      |
| 1972 | fr                             |                                                | Laurent Coderre                    | [ 31 ]      |
| 1971 | The Hellstrom Chronicle        |                                                | Walon Green, Ed Spiegel            | [ 32 ]      |
| 1970 | Le Territoire des autres       |                                                | François Bel, Michel Fano          | [ 33 ]      |
| 1969 | No concedido                   | No concedido                                   | No concedido                       |             |
| 1968 | el festgival fue interrumpido. | el festgival fue interrumpido.                 | el festgival fue interrumpido.     |             |
| 1967 | Sky Over Holland               |                                                | John Fernhout                      | [ 34 ]      |
| 1966 | Campanadas a medianoche        |                                                | Orson Welles                       | [ 35 ]      |
| 1966 | Skaterdater                    |                                                | Noel Black                         |             |
| 1966 | A Man and a Woman              | Pierre Uytterhoeven                            | Claude Lelouch                     |             |
| 1965 | Ban ye ji jiao                 |                                                | Yeou Lei                           |             |
| 1965 | Fifi la plume                  |                                                | Albert Lamorisse                   |             |
| 1965 | Une Danse Éternelle            |                                                | Tamás Banovich                     |             |
| 1965 | Overture                       |                                                | János Vadászd                      |             |
| 1964 | No award                       | No award                                       | No award                           |             |
| 1963 | Yachting                       |                                                | Hattum Hoving                      |             |
| 1963 | Codine                         |                                                | Henri Colpi                        |             |
| 1963 | The Cassandra Cat              |                                                | Vojtěch Jasný                      |             |
| 1962 | Electra                        |                                                | Michael Cacoyannis                 |             |
| 1962 | Oczekiwanie                    |                                                | Witold Giersz                      |             |
| 1962 | The Lovers of Teruel           |                                                | Raymond Rouleau                    |             |
| 1962 | Les Dieux du Feu               |                                                | Henri Storck                       |             |
| 1962 | The Magnificent Concubine      |                                                | Han Hsiang Li                      |             |
| 1961 | No award                       | No award                                       | No award                           |             |
| 1960 | Paw                            |                                                | Astrid Henning-Jensen              |             |
| 1959 | Luna de Miel                   |                                                | Michael Powell                     |             |
| 1959 | A Midsummer Night's Dream      |                                                | Jiří Trnka                         |             |
| 1959 | Araya                          |                                                | Margot Benacerraf                  |             |
| 1958 | The Flute and the Arrow        |                                                | Arne Sucksdorff                    |             |
| 1958 | Mon Oncle                      |                                                | Jacques Tati                       |             |
| 1958 | The Cranes are Flying          |                                                | Mikhail Kalatozov                  |             |
| 1957 | Wiesensommer                   |                                                | Heinz Sielmann                     |             |
| 1957 | Toute la mémoire du monde      |                                                | Alain Resnais                      |             |
| 1957 | Il Sogno dei Gonzaga           |                                                | Antonio Petrucci                   |             |
| 1957 | Bolcsok                        |                                                | Ágoston Kollányi                   |             |
| 1957 | The Bachelor Party             |                                                | Delbert Mann                       |             |
| 1956 | Sob o Céu da Bahia             |                                                | Ernesto Remani                     |             |
| 1956 | Tovarichtch Oukhodit v More    |                                                | Nikita Kurikhin                    |             |
| 1956 | Crne Vode                      |                                                | Rudolf Sremec                      |             |
| 1955 | No award                       | No award                                       | No award                           |             |
| 1954 | The Great Adventure            |                                                | Arne Sucksdorff                    |             |
| 1954 | Nouveaux Horizons              |                                                | Marcel Ichac                       |             |
| 1954 | The Great Warrior Skanderbeg   |                                                | Sergei Yutkevich                   |             |
| 1954 | Toot, Whistle, Plunk and Boom  |                                                | Ward Kimball, Charles A. Nichols   |             |
| 1953 | Magia verde                    |                                                | Gian Gaspare Napolitano            |             |
| 1953 | La Montagna di Cenere          |                                                | Giovanni Paolucci                  |             |
| 1953 | Pescatori di Laguna            |                                                | Antonio Petrucci                   |             |
| 1953 | Water Birds                    |                                                | Ben Sharpsteen                     |             |
| 1952 | The Immortal Song              |                                                | V. Shantaram                       |             |
| 1951 | The Tales of Hoffmann          |                                                | Michael Powell, Emeric Pressburger |             |
| 1951 | Carnet de plongée              |                                                | Jacques-Yves Cousteau              |             |

## Media
- (en francés) Award Winners list on the CST Website Archivado el 27 de mayo de 2019 en Wayback Machine.